# Piancó
Piancó é um município brasileiro do estado da Paraíba, localizado na Região Metropolitana do Vale do Piancó. De acordo com o IBGE (Instituto Brasileiro de Geografia e Estatística), no ano de 2016 sua população era estimada em 16.039 habitantes e sua área territorial é de 564 km². Sendo umas das cidades mais antigas do estado da Paraíba, com 266 anos de emancipação política, Piancó destaca-se por ser o marco da Coluna Prestes e o lugar onde tombou o corpo do maior bandeirante/sertanista de todos os tempos; Domingos Jorge Velho, o paulista que desafiou os limites dos perigosos e selvagens sertões sul-americanos muito antes de haver as marchas para o oeste em qualquer uma das Américas.
Piancó é, também, o município sede da 7ª gerência Regional de saúde do estado da Paraíba.

## História
Em 1800, precisamente no dia 18 de setembro, Francisco Dias Gomes, senhor da casa da Torre e proprietário a mais de três décadas de uma fazenda de gado existente na referida localidade, denominada Pinho Sol, cedeu boa parte dessas terras para formar o patrimônio da segunda igreja, dedicada a Santo Antônio, erguida às margens do Rio Piancó, com uma arquitetura invejável, mantida até os dias atuais. Representou o doador durante o ato jurídico de transferência de bens, o Mestre de Campo Pedro Alves Cabral (filho do fundador da povoação Francisco de Paulo) e como curador e administrador da beneficiária o Sargento-Mor Manuel da Silva Passos. Esse acontecimento é tido como o marco oficial da oficialização da fundação de Piancó, motivo pelo qual a data é anualmente lembrada com diversas comemorações.
A emancipação política foi conquistada em 11 de novembro de 1831, recebendo a denominação de Vila Constitucional de Santo Antonio de Piancó. Sua instalação oficial se deu no dia 2 de maio de 1832. Já a Comarca foi criada pela lei provincial 250, de 9 de outubro de 1884, suprimida por decreto de 17 de abril de 1890 e restaurada pela lei nº 8, de 15 de dezembro de 1892. O retrocesso voltou a ser registrado pôr pouco tempo, no ano de 1916, quando nova supressão veio a ocorrer por iniciativa do Padre Otaviano, chefe de política dominante, em represália ao Juiz de Direito da época, que acabou removido, trazendo em conseqüência a normalização do trabalho forense.

## Geografia
O município está incluído na área geográfica de abrangência do semiárido brasileiro, definida pelo Ministério da Integração Nacional em 2005. Esta delimitação tem como critérios o índice pluviométrico, o índice de aridez e o risco de seca.
| Dados climatológicos para Piancó                                                                         | Dados climatológicos para Piancó | Dados climatológicos para Piancó | Dados climatológicos para Piancó | Dados climatológicos para Piancó | Dados climatológicos para Piancó | Dados climatológicos para Piancó | Dados climatológicos para Piancó | Dados climatológicos para Piancó | Dados climatológicos para Piancó | Dados climatológicos para Piancó | Dados climatológicos para Piancó | Dados climatológicos para Piancó | Dados climatológicos para Piancó |
| Mês | Jan                              | Fev                              | Mar                              | Abr                              | Mai                              | Jun                              | Jul                              | Ago                              | Set                              | Out                              | Nov                              | Dez                              | Ano                              |
| --- | -------------------------------- | -------------------------------- | -------------------------------- | -------------------------------- | -------------------------------- | -------------------------------- | -------------------------------- | -------------------------------- | -------------------------------- | -------------------------------- | -------------------------------- | -------------------------------- | -------------------------------- |
| Temperatura máxima recorde (°C)                                                                          | 38,2                             | 37,7                             | 35,8                             | 36                               | 35,3                             | 34                               | 35,1                             | 37,1                             | 38,5                             | 39,4                             | 39,3                             | 38,6                             | 39,4                             |
| Temperatura mínima recorde (°C)                                                                          | 21,4                             | 20,9                             | 21,1                             | 21,1                             | 18                               | 17                               | 17,6                             | 17,5                             | 19,3                             | 20,7                             | 21,5                             | 20,4                             | 17                               |
| Precipitação (mm)                                                                                        | 102,3                            | 150,1                            | 213,2                            | 165,9                            | 90,6                             | 30                               | 13                               | 6,5                              | 3,3                              | 10,4                             | 19,3                             | 33,4                             | 838,1                            |
| Fonte: AESA (recordes de temperatura: 16/06/2023-presente; precipitação: Atlas Pluviométrico da Paraíba) |                                  |                                  |                                  |                                  |                                  |                                  |                                  |                                  |                                  |                                  |                                  |                                  |                                  |

### Bairros
- Centro
- Maria Nazaré Remigio
- Mondionça
- Govenador Antonio Mariz
- Campo Novo
- Ouro Branco
- São Vicente
- Mutirão
- Piancozinho
- Caixa d'água
- Alto Belo Horizonte
- Socorro Brasilino
- Santo Antônio
- Padre Luciano
- Cossaco

## Saúde
A cidade de Piancó é destaque em saúde com diversos serviços públicos e privados, sendo o município sede da 7º Gerência Regional de Saúde do estado da Paraíba, a cidade oferece serviços que atendem toda a região metropolitana do Vale do Piancó, dentre os quais podemos citar:
- Policlinica Regional;
- Hospital Regional Wenceslau Lopes (Com oito leitos de UTI). Único Hospital de Referência para atendimento do COVID-19 no Vale do Piancó e um dos poucos no estado da Paraíba;
- Hospital Infantil de Piancó;
- UPA 24h - Unidade de Pronto Atendimento;
- CAPS AD 24h;
- CAPS TM;
- CAPS I;
- SAMU 192 - Central de Regulação (Atendendo 23 municípios);
- Centro Especializado em Reabilitação (CER II);
- Laboratório Regional de Análises Clínicas de Piancó;
- Hospital COVID-19 de Piancó;
- OdontoClin, referência em harmonização orofacial, implantes dentários e reabilitação oral em toda região metropolitana do Vale do Piancó;
- Clinopi (Clínica dos Olhos de Piancó);
- Laboratório Análisys Piancó;
- Laboratório Dr Maxim;
- Clínica Lace;
- Clínica JM.

## Rádio e Tv
Piancó dispõe de uma TV e três Rádios:
- Tv Pianco Web;
- Rádio Cidade, FM 95,5 MHz;
- Rádio Nativa, FM 87,9 MHz;
- Rádio Pianco Web;
- Serviço de Alto Falantes "A Voz do Vale".

A Voz do Vale, como é chamada, foi o primeiro meio de comunicação da cidade de Piancó. Fundada em 1981.

## Telefonia Móvel e Fixa
O município de Piancó dispõe de atendimento de três operadoras de Telefonia Móvel:
Claro, que dispõe de serviços 2G e 3G, último desde 25 de novembro de 2015.
TIM, que dispõe apenas de serviços 2G e 4G, último desde 10 de outubro de 2017.
VIVO, que dispõe de serviços 3G, desde 8 de junho de 2017.
Telefonia Fixa:
Somente a Oi atende o município com serviços de Telefonia Fixa.